# Бретвил ле Рабе
Бретвил ле Рабе (фр. Bretteville-le-Rabet) насеље је и општина у северној Француској у региону Доња Нормандија, у департману Калвадос која припада префектури Кан.
По подацима из 2011. године у општини је живело 257 становника, а густина насељености је износила 56,73 становника/km². Општина се простире на површини од 4,53 km². Налази се на средњој надморској висини од 100 метара (максималној 125 m, а минималној 75 m).

## Демографија
| 1962. | 1968. | 1975. | 1982. | 1990. | 1999. | 2011. |
| ----- | ----- | ----- | ----- | ----- | ----- | ----- |
| 115   | 116   | 118   | 133   | 175   | 193   | 257   |

График промене броја становника у току последњих година